# Eunidia idactiformis
Eunidia idactiformis är en skalbaggsart som beskrevs av Stefan von Breuning 1954. Eunidia idactiformis ingår i släktet Eunidia och familjen långhorningar.
Artens utbredningsområde är:
- Botswana.
- Kenya.

Inga underarter finns listade i Catalogue of Life.